# Pequeño Trianón
El Pequeño Trianón (en francés: Petit Trianon) es un dominio del jardín del Palacio de Versalles, en los Yvelines, en Francia, formado por un pequeño palacio rodeado de jardines de estilos variados.
El palacio es un pabellón de aparato construido entre 1762 y 1768. Se encuentra situado al sureste del Gran Trianón, en el recinto palaciego de Versalles. Luis XV hizo construir, en principio, un zoológico, un jardín, una escuela botánica y un invernadero. 
En 1762, el rey pidió a su primer arquitecto, Ange-Jacques Gabriel, que construyera un palacio en un estilo nuevo, que ofreciera una vista sobre los diferentes jardines. Reconocido como una obra maestra de la naciente arquitectura neoclásica, este edificio de planta cuadrada, sencillo y ordenado, con las cuatro fachadas decoradas en estilo corintio, conjuga los talentos de Gabriel, del escultor Honoré Guibert y de los decoradores que aportaron al interior el gusto de moda del momento, más refinado que rico, en el cual estaba reservado un lugar privilegiado a la naturaleza y a la atmósfera campestre. La planta baja está dedicada al servicio, la planta noble incluye los salones de recepción, con tres salas de entrepisos para uso de la reina y el ático formado por los "apartamentos de los señores". Madame du Barry, que sucedió como favorita de Luis XV a Madame de Pompadour, inauguró el palacio en 1769.
Tras la muerte de su abuelo, Luis XVI ofreció el Pequeño Trianón a su joven esposa María Antonieta, que creó un universo personal e íntimo, lejos de los fastos de la corte. Ella hizo construir un teatro y después hizo convertir el jardín botánico en un jardín de estilo inglés, en contraste con la monotonía del resto del parque de Versalles. Richard Mique levantó más construcciones en los contornos sinuosos de caminos y de un arroyo entre 1777 y 1782: el Templo del Amor, un “jardín alpino” con su belvedere y un campo de juegos ecuestres. En un estilo más rústico, una aldea venía a completar el conjunto, según la inspiración rousseista del pintor Hubert Robert.
En 1867, la emperatriz Eugenia reunió para una exposición un conjunto de objetos que habían pertenecido a María Antonieta.
Clasificado con el palacio de Versailles y sus dependencias como monumento histórico por la lista de 1862 y por orden del 31 de octubre de 1906, también es, desde 1979, Patrimonio de la Humanidad declarado por la Unesco. El conjunto está ahora abierto al público como parte del Museo Nacional de los castillos de Versalles y Trianon.

## Toponimia
La finca toma su nombre de la antigua villa de Trianon, adquirida en 1668 por Luis XIV con el proyecto de incluirla en el parque del Palacio de Versalles. En paralelo con el Gran Trianón, construido en 1687, el lugar fue llamado primero Ménagerie de Trianon, o Ermitage de Trianon, antes de que la costumbre le diera su nombre final de Petit Trianon, en 1759.

## Palacete

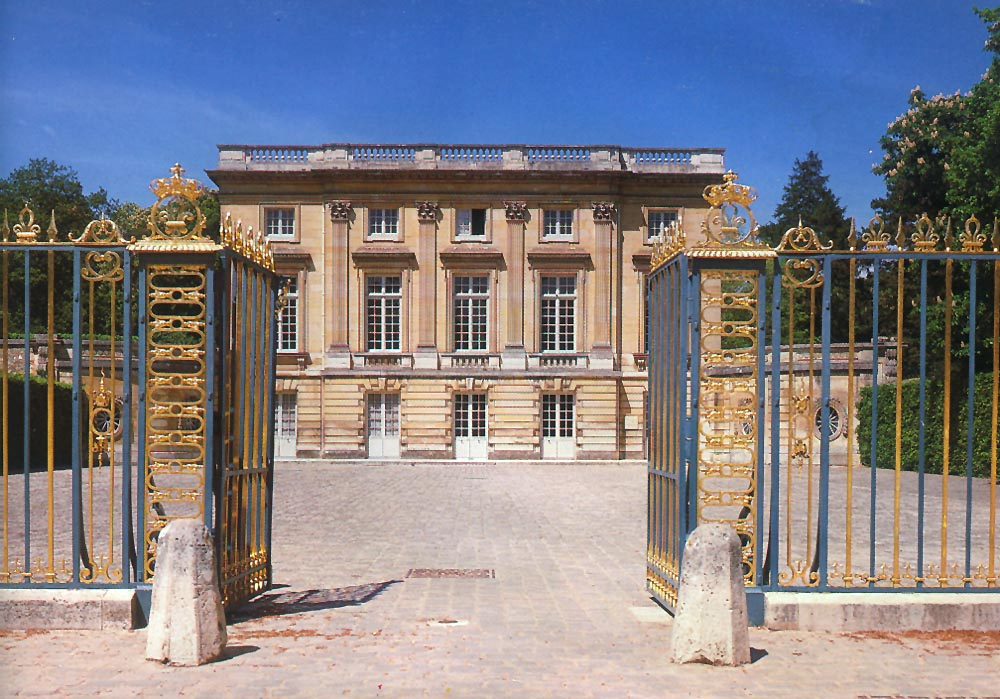
El palacio del Pequeño Trianón

El palacete del Pequeño Trianón fue edificado por orden de Madame de Pompadour, la favorita de Luis XV, que no lo pudo ver acabado porque murió antes de que se terminara en 1768. Seguidamente fue ocupado por Madame du Barry, la siguiente favorita del rey.
Con una planta cuadrada de veintitrés metros de lado, el edificio debe su peculiaridad a sus cuatro fachadas que comprenden cinco ventanas altas separadas por columnas o pilastras del orden corintio. Debido a la pendiente del terreno, la planta baja del castillo es accesible solo por las caras orientadas al sur y al este; este piso estaba reservado para el servicio. El piso "noble", al cual se accede por la gran escalera del vestíbulo diseñado como un patio interior, incluye las salas de recepción y el apartamento de la Reina. Un altillo de tres habitaciones alberga la biblioteca de María Antonieta. En el ático, varios apartamentos anteriormente atribuidos a Luis XV y su suite dan hoy la bienvenida a la evocación de las "Damas de Trianon", las mujeres que han impregnado estas paredes con su marca.
Fue reamueblado durante el Primer Imperio francés por Paulina Borghese, hermana de Napoleón, y más tarde por la emperatriz María Luisa. Estuvo ocupado por el duque de Orleans, primogénito del rey Luis Felipe, y por su esposa.

## Lo forman
- Palacio del Pequeño Trianón
- Pabellón francés
- Templo del Amor
- Pabellón fresco
- Jardín
- Jardín francés
- Jardín inglés
- Teatro de la Reina (Versalles)

En la Aldea de la Reina, en torno al Gran Lago, se encuentran varias casitas de adobe a imitación de las granjas del País de Caux.
El Pequeño Trianón se restauró íntegramente en 2008 gracias al apoyo de Montres Bréguet, Gran Mecenas del Ministerio de Cultura y Comunicación.

## Galería de imágenes

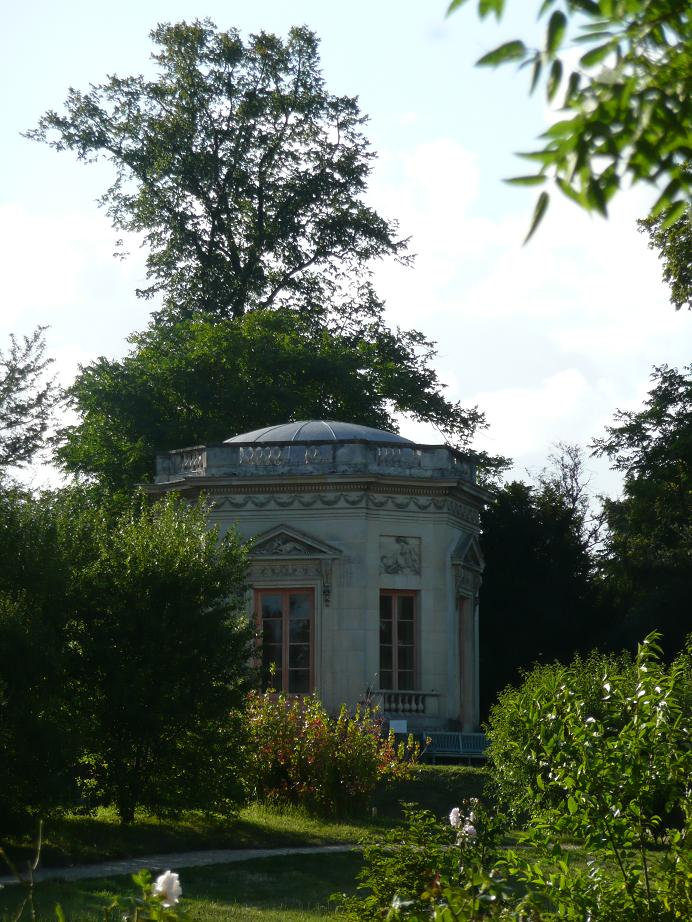
Mirador
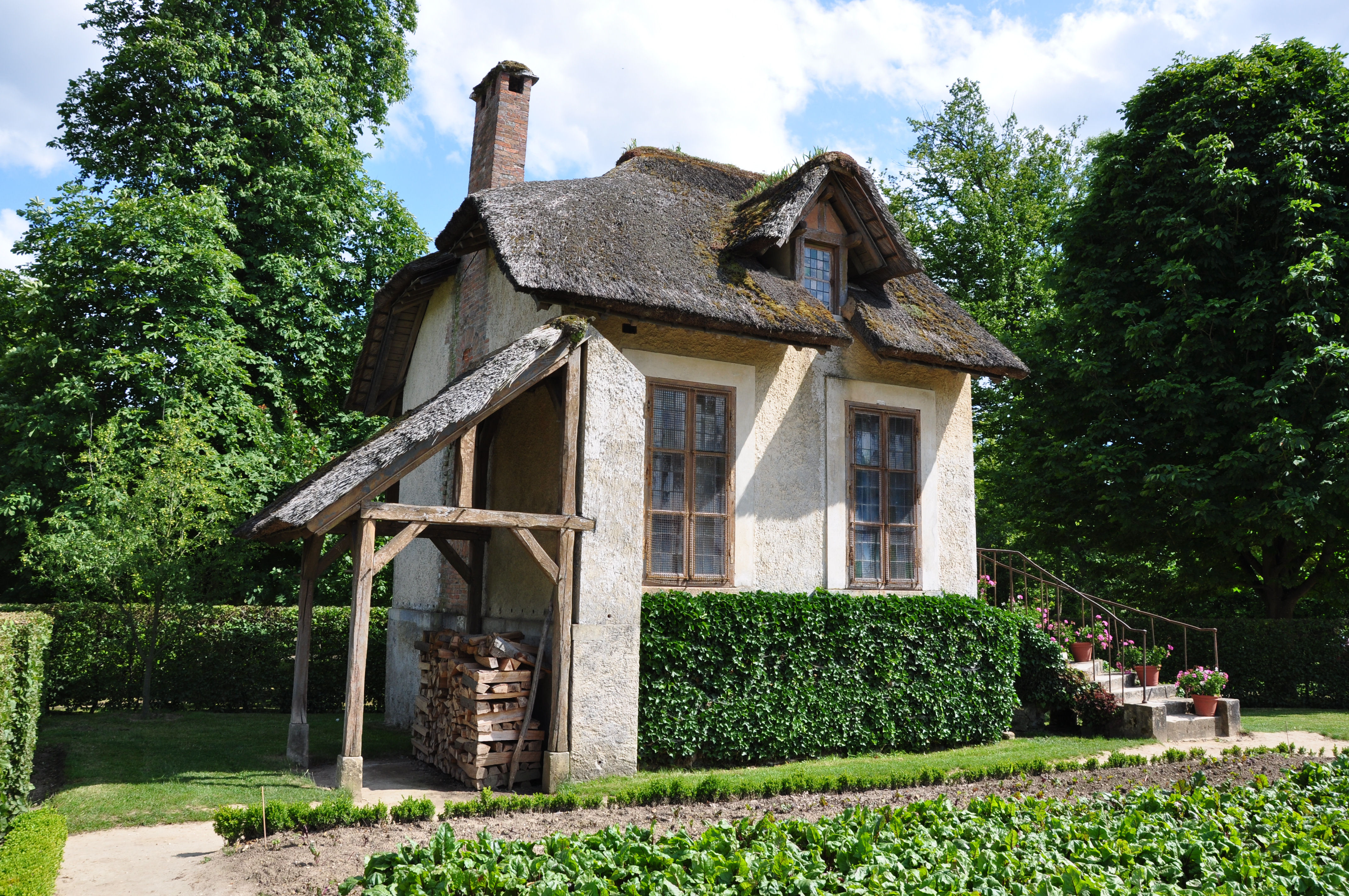
Tocador de la Aldea de la Reina
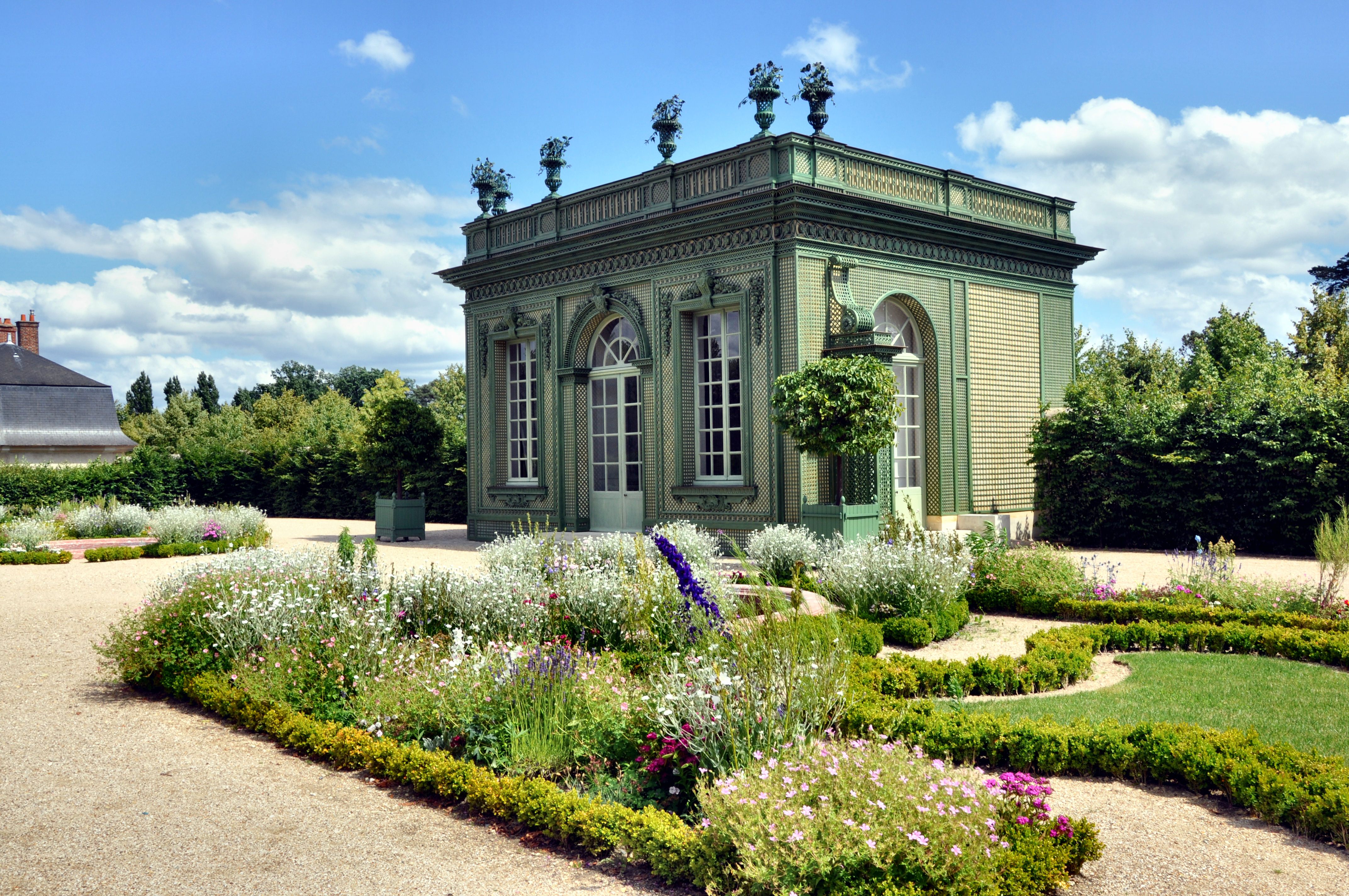
Pabellón fresco
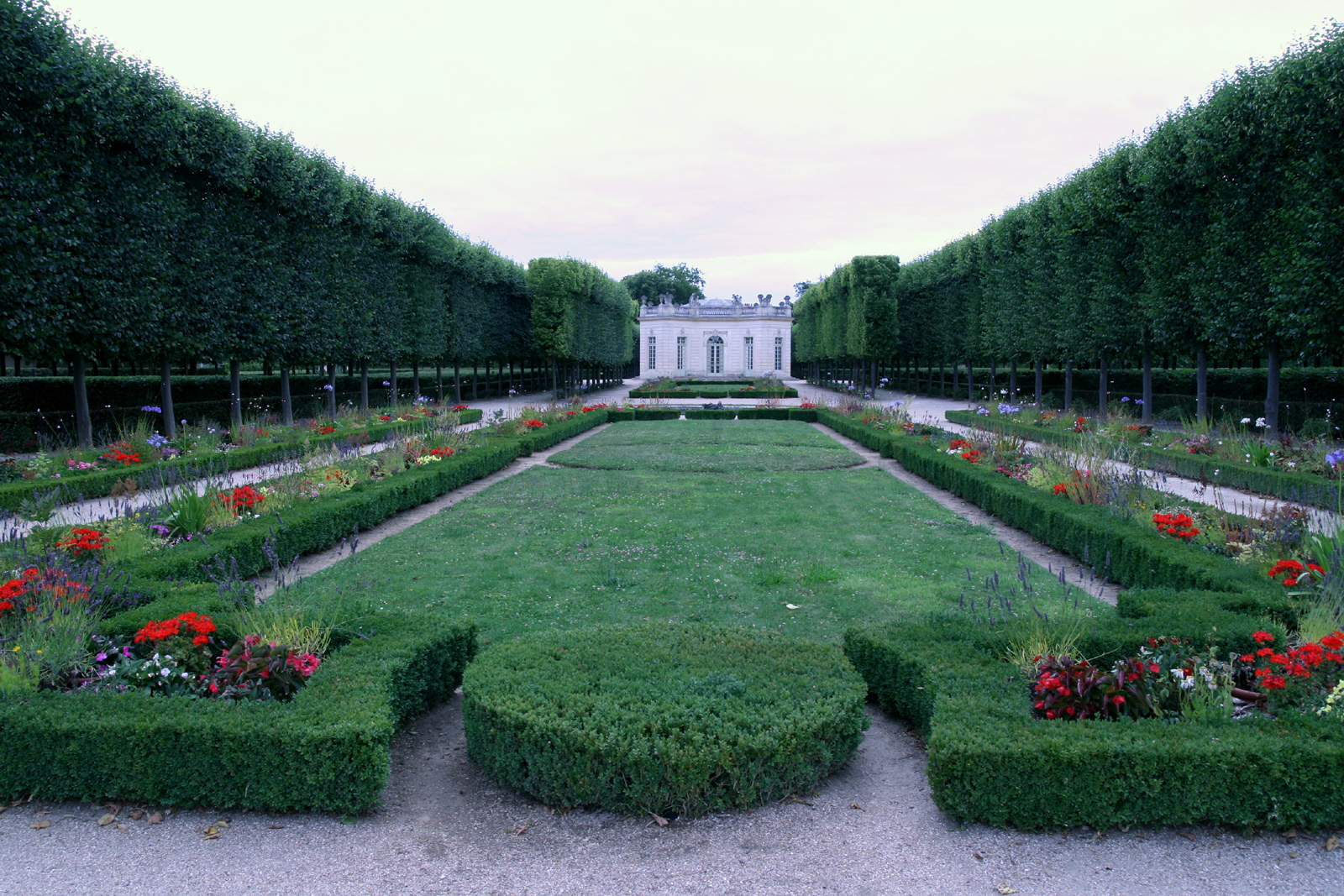
Pabellón francés
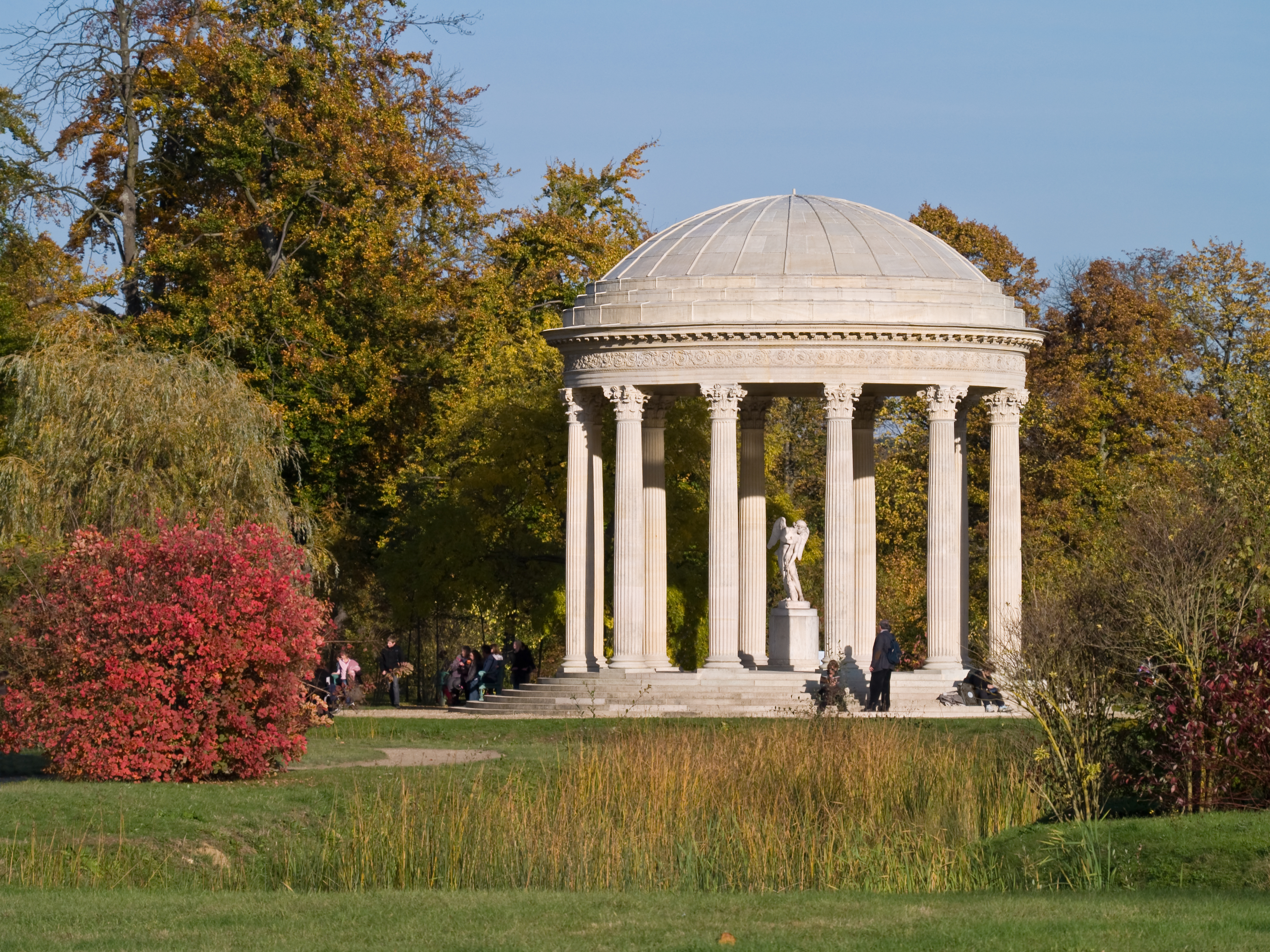
Templo del Amor
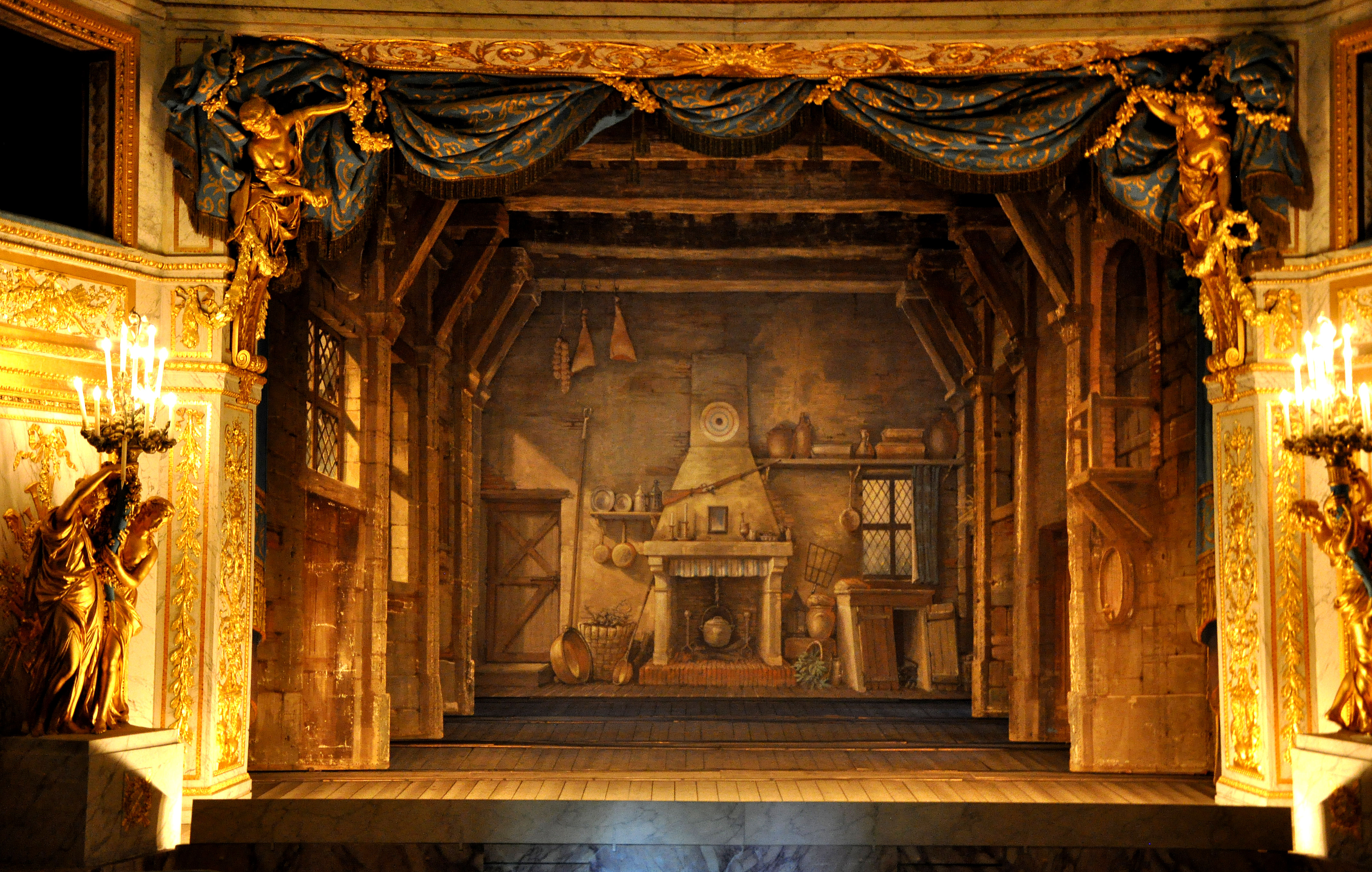
Interior del Teatro de la Reina
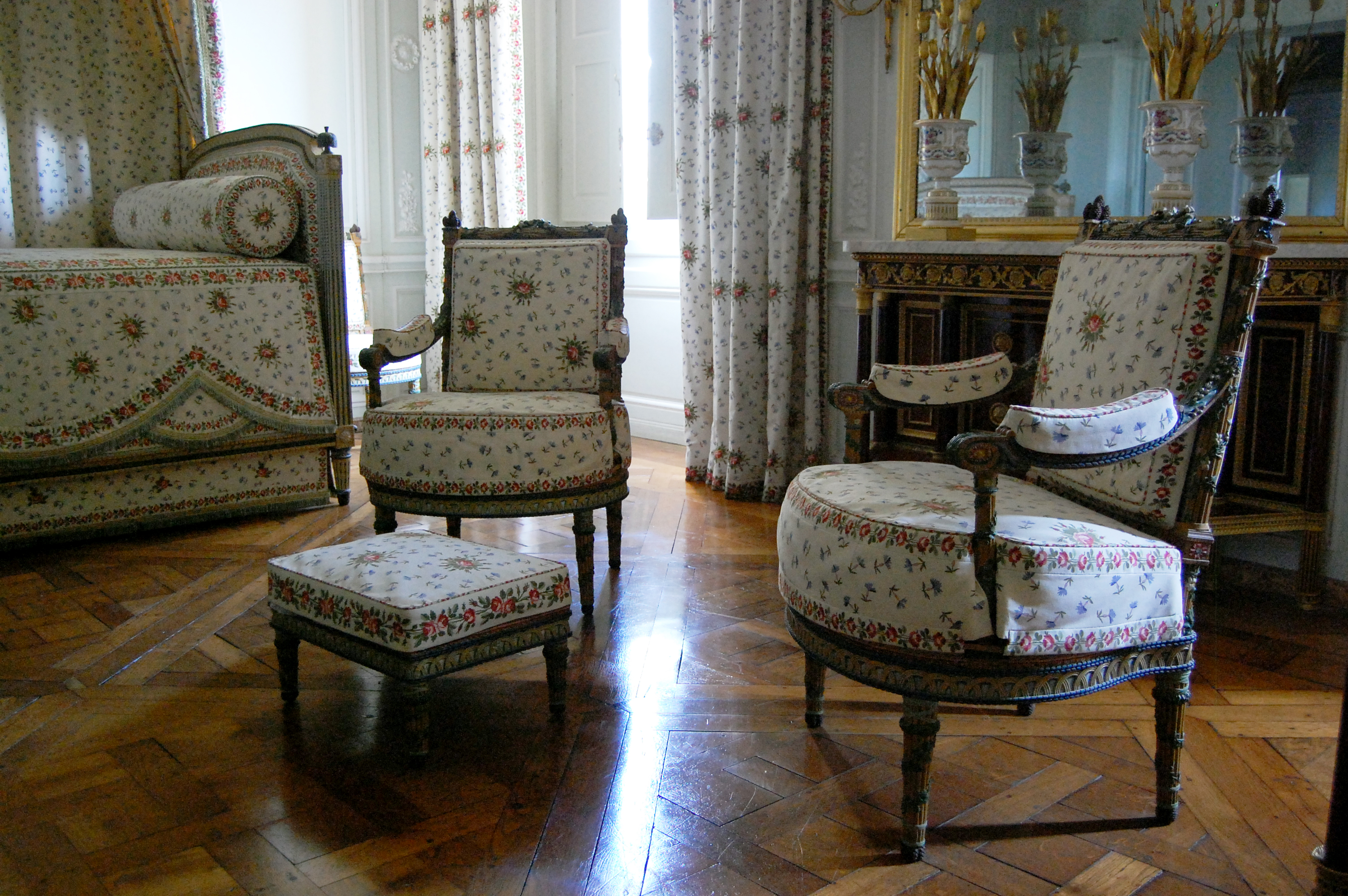
Interior de la Cámara de María Antonieta
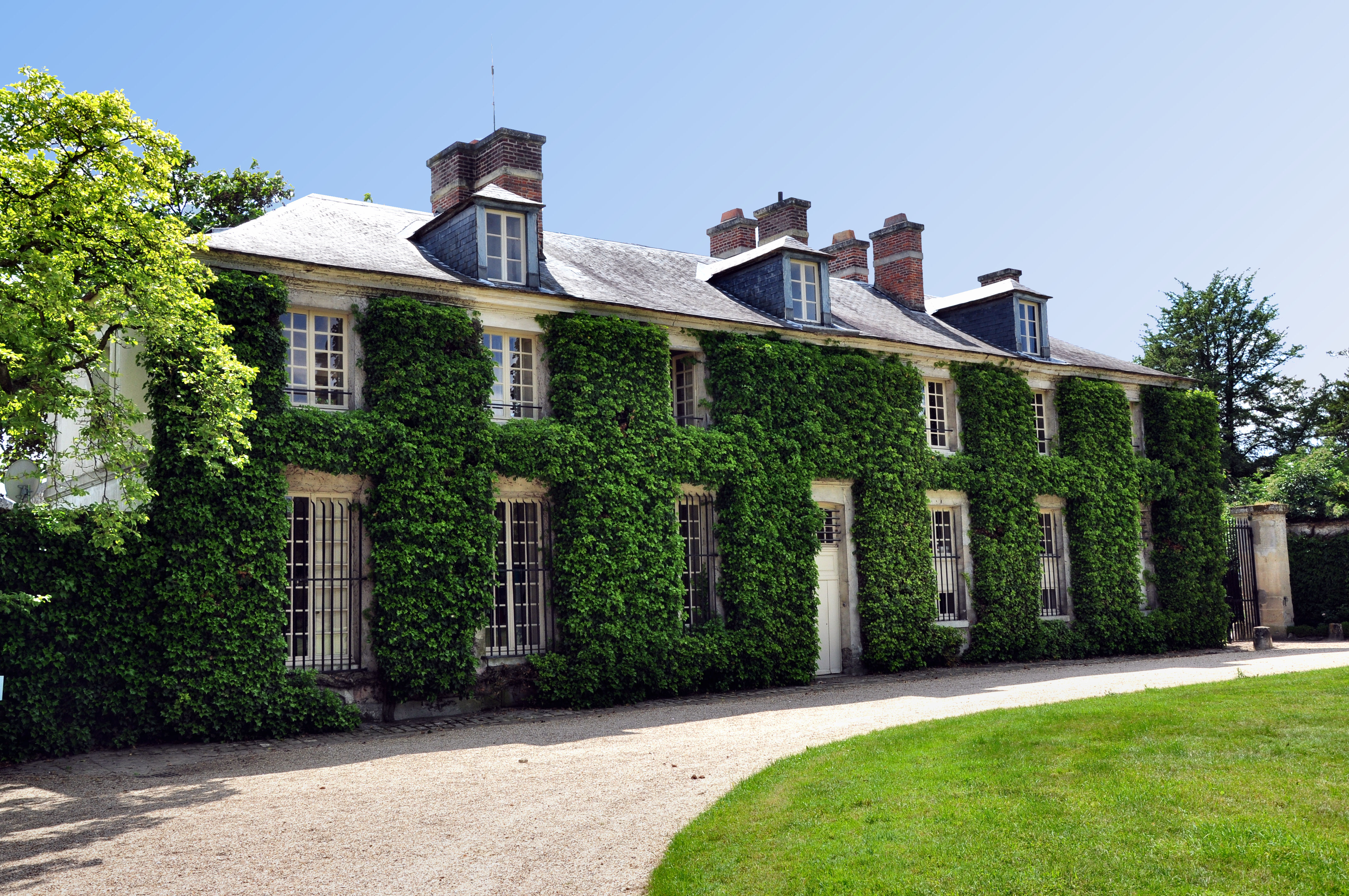
Casa de Richard